# Autodoc
Autodoc SE är ett e-handelsföretag som säljer bildelar och tillhörande produkter i 27 europeiska länder. De huvudsakliga kunderna är privatpersoner och mindre verkstäder.

## Företagets historia
Autodoc grundades 2008 som E&S Pkwteile GmbH av Alexej Erdle, Max Wegner och Vitalij Kungel. Under de första åren hade företaget sitt säte i Berlin-Weißensee. Sedan 2010 finns kontors- och logistiklokalerna i Berlin-Lichtenberg. En expansion till Österrike och Schweiz inleddes 2011, följt av Storbritannien, Frankrike, Italien och Spanien 2012.
2015 bytte företaget namn till Autodoc GmbH. 2016 översteg den årliga omsättningen 100 miljoner euro, och 2017 över 250 miljoner euro. 2018 utökade Autodoc sitt produktsortiment till att även omfatta reservdelar för lastbilar och andra kommersiella fordon. 2021 översteg företagets årliga omsättning 1 miljard euro.
2018 utsåg Financial Times företaget till ett av de snabbast växande företagen i Europa baserat på omsättning.
I september 2021 ändrade Autodoc sin juridiska bolagsform från ett företag med begränsat ansvar (GmbH) till ett offentligt aktiebolag. Sedan november 2022 är företaget verksamt som Autodoc SE (Societas Europaea).

## Översikt
Företagets produktsortiment omfattar cirka 4,8 miljoner reservdelar för bilar, lastbilar och motorcyklar, uppdelat i kategorier som motorkomponenter, chassi, belysning, el, ventilation och däck.
2018 var Autodoc officiell partner till ADAC Rally Masters. 2019 var Autodoc officiell partner till FIA World Rally Championship (WRC) och sponsor vid alla de europeiska deltävlingarna.
Samma år lanserade Autodoc onlineplattformen Autodoc CLUB och 2020 släpptes Autodoc CLUB-appen för iOS och Android samt Autodoc PLUS-programmet.